# Bronisław Markiewicz
Bronisław Bonawentura Markiewicz (ur. 13 lipca 1842 w Pruchniku, zm. 29 stycznia 1912 w Miejscu Piastowym) – polski ksiądz katolicki, założyciel Zgromadzenia Świętego Michała Archanioła (CSMA), pedagog, błogosławiony Kościoła katolickiego.

## Życiorys
Urodził się jako szóste z jedenastu dzieci burmistrza Jana Markiewicza (burmistrz Pruchnika) i Marianny Gryzieckiej. Chociaż w domu otrzymał wychowanie katolickie to w 18-tym roku życia przeżył trwający półtora roku kryzys wiary. Młodość spędził w Przemyślu, gdzie w 1863 zdał egzamin dojrzałości w C. K. Gimnazjum, a następnie ukończył Wyższe Seminarium Duchowne. Dnia 15 września 1867 został wyświęcony na kapłana. Przez sześć lat pracował jako wikariusz w Harcie i w katedrze w Przemyślu. Następne dwa lata studiował pedagogikę, filozofię i historię na Uniwersytecie we Lwowie i Uniwersytecie Jagiellońskim w Krakowie. W 1875 został mianowany proboszczem w miejscowości Gać, a dwa lata później w Błażowej. W Błażowej zapoczątkował przemysł tkacki. W 1882 powierzono mu wykłady z teologii pastoralnej w Wyższym Seminarium Duchownym w Przemyślu. W 1885 udał się do Włoch, gdzie został uczniem św. Jana Bosko i w 1886 salezjaninem.
Po powrocie do Polski w 1892 objął parafię w Miejscu Piastowym, gdzie zajmował się w utworzonych przez siebie zakładach wychowawczych młodzieżą opuszczoną i zaniedbaną (wsparcia udzielił Jan Trzecieski). Prowadził też działalność wydawniczą, m.in. zapoczątkował wydawanie miesięcznika Powściągliwość i Praca w 1898. Był autorem i wydawcą wielu publikacji i dramatu pt. Bój bezkrwawy, w którym przepowiedział papieża Polaka. W 1897 skierował do biskupa przemyskiego i do papieża prośbę o pozwolenie na założenie Zgromadzenia Michała Archanioła, opartego na duchowości i statutach opracowanych przez św. Jana Bosko. Mimo usilnych starań nie doczekał się chwili zatwierdzenia Zgromadzenia. Stało się to po jego śmierci – gałąź męską zatwierdzono w 1921, a gałąź żeńską w 1928. Naśladując działalność Jana Bosko w ramach Towarzystwa Powściągliwość i Praca do 1907 założył trzy przytułki wychowawcze w Galicji (Miejsce Piastowe, Pawlikowice w 1903, Skomorochy), zaś w latach 20. powstały kolejne zakłady w przy ulicy Karmelickiej 66 w Krakowie oraz w Berteszowie w Dziatkowiczach koło Baranowicz.
Najwyższym postanowieniem z 30 listopada 1908 został odznaczony przez cesarza Franciszka Józefa Złotym Krzyżem Zasługi Cywilnej z koroną.
Zmarł 28 lub 29 stycznia 1912. Jego pogrzeb odbył się 1 lutego 1912 w Miejscu Piastowym, mszę św. celebrował bp Karol Fischer, mowę żałobną wygłosił ks. Władysław Sarna, a zmarłego żegnał wychowanek zakładu Bolesław Czuruk. W 1990 jego szczątki zostały przeniesione do tamtejszego kościoła Matki Bożej Królowej Polski.

## Beatyfikacja
W roku 1958 odbyła się pierwsza sesja procesu beatyfikacyjnego. 2 lipca 1994 roku w obecności Jana Pawła II został ogłoszony Dekret o heroiczności cnót ks. Markiewicza. Dziesięć lat później, dnia 20 grudnia 2004 roku, został promulgowany Dekret o cudzie zdziałanym przez Boga za wstawiennictwem ks. Markiewicza, co otworzyło drogę do jego beatyfikacji w dniu 19 czerwca 2005 w Warszawie. Papież Benedykt XVI upoważnił do tego prymasa Polski Józefa Glempa.

## Upamiętnienie

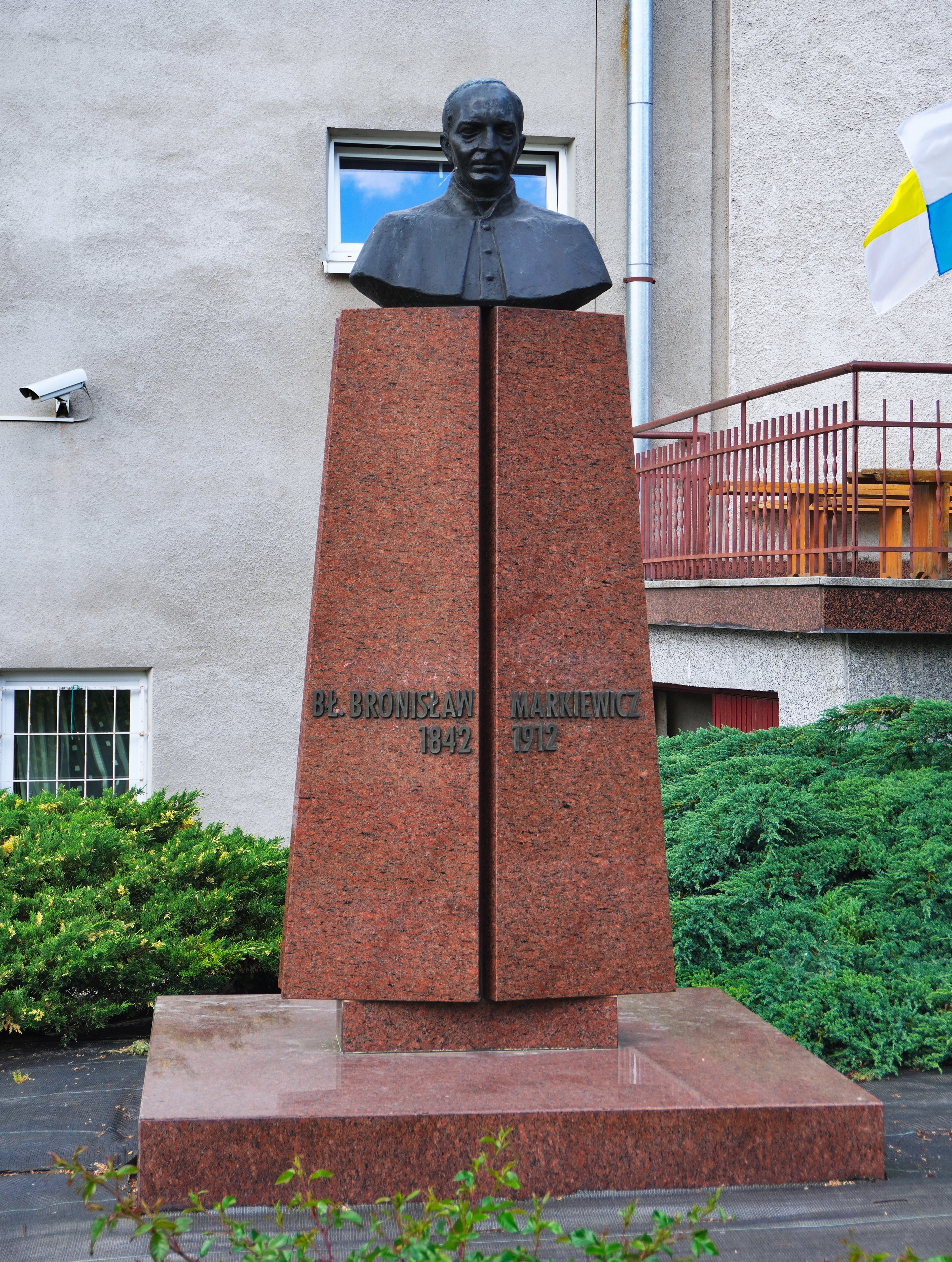
Pomnik ks. Bronisława Markiewicza w Pawlikowicach

W 1913 w Miejscu Piastowym ukazała się publikacja Bronisława Markiewicza pt. Ćwiczenia duchowne.
Państwowa Wyższa Szkoła Techniczno-Ekonomiczna w Jarosławiu przybrała ks. Bronisława Markiewicza za swojego patrona. Od 12 marca 1993 jego imię nosi także Szpital Specjalistyczny w Brzozowie, Podkarpacki Ośrodek Onkologiczny im Ks. B. Markiewicza.
Imię ks. Markiewicza nosi też osiedle w Krośnie, którego klub piłkarski awansował w roku 2015 do Ligi Okręgowej z Podokręgu Krosno. 
Jego imię noszą Warsztaty Terapii Zajęciowej Fundacji im. Brata Alberta, działające od 1993 r. w Radwanowicach.
Od 1994 roku Oratorium w Toruniu nosi imię ks. Markiewicza. 
Wspomnienie liturgiczne bł. Bronisława Markiewicza obchodzone jest 30 stycznia.
Imię księdza Bronisława Markiewicza nosi ulica w pobliżu lotniska Bemowo w Warszawie